# Omul pozitronic
Omul pozitronic (engleză The Positronic Man) este un roman științifico-fantastic scris de Isaac Asimov și Robert Silverberg în 1993. Face parte din Seria Roboților și se bazează pe povestirea The Bicentennial Man scrisă de Asimov.
După cum se specifică în prefața cărții Robot Visions, Asimov a fost rugat alături de alți autori să scrie o povestire intitulată "Omul bicentenar" pentru o antologie SF dedicată bicentenarului Statelor Unite. Deoarece Asimov a fost singurul care și-a îndeplinit sarcina, proiectul a căzut. Povestirea, publicată în februarie 1976 în Stellar-2, a fost recompensată cu premiul Hugo și cu premiul Nebula pentru "Cea mai bună nuveletă science fiction".

## Intriga
În secolul XXI, descoperirea creierului pozitronic a dus la apariția muncitorilor roboți și la revoluționarea vieții de pe Pământ. Dar pentru familia Martin, robotul de casă NDR-113 reprezintă mai mult decât un servitor mecanic. Robotul, botezat "Andrew" pornind de la indicativul lui, a devenit un prieten de încredere, un confident și un membru al familiei.
Povestea este relatată din perspectiva lui Andrew. Experiența sa anterioară cu familia Martin este plină de momente ciudate, care demonstrează lipsa sa de socializare; în schimb, se descurcă mult mai bine cu obiectele ne-animate și cu animalele, începând să demonstreze abilități creative, emoții și conștiință de sine, trăsături specific omenești. El este luat de la activitățile sale cotidiene și lăsat să își urmeze creativitatea, câștigând o avere de pe urma creațiilor sale.
Andrew caută protecție legală și recunoașterea umanității sale, înlocuindu-și treptat componentele robotice cu unele organice, proces pe care îl consideră o transformare din robot în om. Generațiile familiei Martin se succed și îl asistă în această misiune de căutare a umanității, limitați fiind doar de capacitatea lor de a accepta umanitatea lui Andrew. Dar doar atunci când Andrew permite creierului său pozitronic să se "degradeze" - renunțând astfel pe deplin la nemurirea sa - ajunge să fie declarat ființă umană, iar acest eveniment are loc la a două sutea aniversare a creării sale.

## Cadrul
Acțiunea se petrece în Universul Fundației, care include primele povestiri cu roboți pozitronici în care apare Susan Calvin. Evenimentele prezentate în cartea Eu, robotul jalonează romanul, indicându-se modul în care au fost influențate de povestea lui Andrew - nu se mai produc roboți din seria lui Andrew și are loc o mișcare de centralizare a controlului roboților, pentru a se evita apariția roboților cu conștiență de sine. Acțiunea se petrece în mod cert cu câteva sute de ani înaintea evenimentelor prezentate în nuveleta "Pământul-mamă" și în romanul Cavernele de oțel, într-o perioadă în care lumile Spațiene încă nu au luat o poziție împotriva Pământului, iar corporația "Roboți Americani" încă este activă.
În Roboții de pe Aurora, Dr. Han Fastolfe se referă la Andrew Martin ca la un robot care se presupunea că trecut printr-un proces de "umanizare treptată", dar crede că acest lucru este imposibil, deoarece trupul determină starea minții.

## Adaptări
Filmul Omul bicentenar din 1999, cu Robin Williams în rolul principal, a fost inspirat atât de roman cât și de povestire. 

## Traduceri în limba română
- 1996 - Omul pozitronic, Ed. Teora, Colecția SF nr. 14, traducere Mihai-Dan Pavelescu, ISBN 973-601-263-8
- 1999 - Omul pozitronic, Ed. Teora, Colecția SF nr. 14, traducere Mihai-Dan Pavelescu, 208 pag., ISBN 973-601-263-8